# Michael Buffer
Michael Buffer (født 2. november 1944 i Philadelphia, Pennsylvania i USA) er en amerikansk ring announcer for professionel boksning og wrestling-kampe. Han er kendt for sit varemærkede catchphrase, "Let's get ready to rumble!" og for at have skabt en banebrydende og særskilt announcer stil, hvor han ruller visse bogstaver og tilføjer andre bøjninger til en kæmpers navn. Hans halvbror er UFC-announceren Bruce Buffer.

## Tidlige liv
Buffer er født og opvokset i Philadelphia, Pennsylvania, som søn af mand, der var i United States Navy og hans kone under Anden Verdenskrig. Hans forældre blev skilt, da han var 11 måneder gammel og Buffer blev derefter opfostret af plejeforældre, en skolebuschauffør og husmor, i Philadelphia-forstaden Roslyn.Han meldte sig til United States Army under Vietnamkrigen i en alder af 20 og gjorde tjeneste indtil han var 23. Han havde forskellige jobs, herunder som bilforhandler, hvorefter han begyndte en model-karriere i en alder af 32, før han blev en ring announcer i en alder af 38.

## Karriere

### Boksning
I 1982 begyndte Buffer sin karriere som en ring announcer. I 1983 blev han announcer på boksekampe, der blev promotet af Bob Arum's Top Rank på ESPN, som gav ham en national identitet på et tidspunkt, hvor ring announcere kun var lokalt ansatte talenter.I 1984 udviklede Buffer catchphraseet "Let's get ready to rumble!" i sine annonceringer, der fik enorm popularitet. Han begyndte processen med at få et føderalt varemærke for sætningen i 1980'erne, som han erhvervede i 1992. Derfor har Buffer tjent over 400 millioner collars med licens til sit varemærke.
I slutningen af 1980'erne, var Buffer blevet den eksklusive ring announcer for alle kampe i den nuværende præsident Donald Trump's ejede kasinoer. Trump udtalte om Buffer, "He's great, he's the choice, he has a unique ability... I told my people, 'We got to have him.'" Buffer arbejde blev også beundret af mange af boksebranchens største navne. Sugar Ray Leonard sagde engang: "When [Buffer] introduces a fighter, it makes him want to fight."
Buffer berømmelse har genforenet ham med familiemedlemmer han ikke havde set i lang tid. I 1989 blev Buffer kontaktet af sin biologiske far, som introducerede Buffer til Buffer's halvbrødre efter at have set ham på tv. I midten af 1990'erne, gjorde Buffer den ene af sine halvbrødre, Bruce Buffer, til hans agent/manager. Dette udviklede sig til et forretnings-partnerskab for at øge licens-produktiviteten af sit varemærke.
Michael Buffer er i øjeblikket announcer for alle HBO og RTLs (Tyskland) boksekampe, samt Versus-kampe, der promotes af Top Rank.

### Wrestling
Buffer var tidligere den eksklusive ring announcer for World Championship Wrestlings (WCW) vigtigste begivenheder ,ed Hulk Hogan eller andre top WCW talenter indtil 2001, da organisationen lukkede. WCW's tidligere moderselskab Time Warner ejet gennem deres pay-per-view abonnement HBO, der udsendte mange kampe fra promotor Top Rank, hvor Buffer er den ledende ring announcer. Den eksklusivitet af hans kontrakt med WCW forhindrede Buffer i at annoncere for andre wrestling-agtige organisationer og tvang ham til at holde op med at annoncere for UFC (hans eneste UFC-begivenhed var UFC 6 og UFC 7). Men da WCW ophørte med at eksistere, og Time Warner ikke havde mere tilknytning til professionel wrestling, blev Buffer i stand til at annoncere til andre wrestling begivenheder. WWF wrestler Triple H skabte udtrykket "Let's get ready to suck it!" som en del af sit D-Generation X act for at håne Buffer mens han var på WWF Raw 's rival show WCW Monday Nitrounder Monday Night Wars.
På Saturday Night Main Event den 18. august i 2007 var Buffer for første gang i mere end seks år, tilbage som pro-wrestling ring announcer i Madison Square Garden til en boksekamp mellem den professionelle bokser Evander Holyfield (som erstattede Montel Vontavious Porter) og professionelle wrestler Matt Hardy. Buffer ses i Royal Rumble 2008-reklamen hvor han begynder at sige "Let's get ready to rumble!", hvorefter han bliver sparket forover af Shawn Michaels. Ud over at være i den reklamen for arrangementet, var han også gæste ring announcer under Royal Rumble-kampen selv.

### Andre optrædener
Under sin karriere har Buffer annonceret University of Kentucky Athletics 2016 Big Blue Madness, World Series, Stanley Cup finaler, NBA finaler og NFL playoff-spil. Han var gæste-announcer på 1999 Indianapolis 500. Buffer, annoncerede ligesom sin bror Bruce, de tidlige UFC kampe, der startede ved UFC 6 i 1995. Han har optrådt i diverse tv-talkshows med værter som Jay Leno, David Letterman, Arsenio Hall, Conan O'Brien og Jimmy Kimmel. Han har også optrådt i Saturday Night Live, In Living Color, Mad TV og The Howard Stern Show. Han har været animeret i adskillige tegnefilms-serier som The Simpsons, South Park, og Celebrity Deathmatch, hvor han optræder i "Let's Get Ready to Rumble" og "Go for It All!" af den tyske eurodance-gruppe the K.O.'s og hans stemme blev samplet i Ant & Dec-sangen "Let's Get Ready to Rhumble". [kilde mangler]
Han har spillet sig selv i adskillige film som Ready to Rumble og Rocky Balboa, og i 2008 spillede Buffer Walbridge, hovedskurken i Adam Sandler-komediefilmen You Don't Mess with the Zohan.
Den 7. maj 2011 var Buffer i Danmark for at annoncere Brian Nielsen's kamp mod Evander Holyfield i DR Koncerthuset.

### Varemærke
Buffer begyndte at bruge catchphraset "Let's get ready to rumble!" i 1984. I 1992 erhvervede han et føderalt varemærke for sætningen. Buffer bruger sin berømte sætning i forskellige licensaftaler, herunder i det platin-sælgende album  Jock Jams af Tommy Boy Records, videospillene Ready 2 Rumble Boxing, Ready 2 Rumble Boxing: Round 2 til PlayStation 2, Nintendo 64, Dreamcast og Game Boy Advance og Greatest Heavyweights of the Ring til Sega Genesis samt adskillige andre produkter.

## Privatliv
Buffer blev for første gang gift i en alder af 21. Det var et ægteskab, der endte i skilsmisse efter syv år, men han haft sammen med sin kone fået to sønner. Mere end 25 år efter giftede han sig igen i 1999. Han og hans anden kone blev skilt i 2003.
Den 13. september 2007, samtidig med en optræden på  The Tonight Show med Jay Leno , friede han til sin nuværende (tredje) hustru, Christine. Buffer er nuværende bosat i det sydlige Californien. Hans halvbror Bruce Buffer er announceren for det førende MMA-selskab, Ultimate Fighting Championship. Både Michael og Bruce er børnebørn af den afdøde bokser Johnny Buff.
I 2008 blev Buffer behandlet for halskræft.

## Filmografi
- Creed (2015) – Sig selv/Ring announcer
- Grudge Match (2013) – Sig selv/Ring announcer
- Progressive Commercial (2013) – Sig selv
- America's Next Top Model, Cycle 18 (2012) – Sig selv
- The Bold and the Beautiful (2010) – Sig selv
- 2012 (2009) – Sig selv/Ring announcer
- Phineas and Ferb ("Raging Bully") (2008) – Event announcer
- You Don't Mess with the Zohan (2008) – Grant Walbridge
- Rocky Balboa (2006) – Sig selv/Ring announcer
- Against the Ropes (2004) – Ring announcer
- Dickie Roberts: Former Child Star (2003) – Sig selv
- The Extreme Adventures of Super Dave (2003) – Sig selv/Sportskommentator
- Game Over (2003) – Ring announcer
- More Than Famous (2003) – Sig selv
- Play It to the Bone (2003) – Sig selv
- Ready To Rumble (2000) – Sig selv
- South Park ("Damien") (1998) – Sig selv
- ClayFighter 63⅓ (1997) – Announcer
- The Simpsons ("The Homer They Fall") (1996) – Sig selv/Ring announcer
- Virtuosity (1995) – Ring announcer
- Prize Fighter (1993) – Ring announcer
- Rocky V (1990) – Ring announcer
- Harlem Nights (1989) – Ring announcer
- Homeboy (1988) – Ring announcer